# Алі I (дей Алжиру)
Баба Алі I (араб. الداي بابا علي; д/н —1718) — 11-й дей Алжиру в 1710—1718 роках. Відомий також як Алі Чауш.

## Життєпис
Ймовірно походив з місцевої арабської знаті. деякий час перебував на службі Османської імперії, про що свідчить прізвисько чауш. 1710 року після повалення дея Делі Ібрагіма обирається новим правителем Алжиру.
З самого початку спрямував зусилля на зміцнення управління. Спочатку приборкав яничар. Потім розпустив диван, створивши новий, влада якого виявилася обмеженою. При цьому повернув вплив раїсам (очільникам) піратських флотилій. Водночас розпустив арабське ополчення, розпочавши створення професійного війська. Чітко визначив права беїв, реформувавши беліки.
Підтвердив мирні угоду з Тунісом і Марокко. Налагодив відносини з сусідними берберськими племенами. Разом з тим остаточно закріпив незалежний статус Алжиру, у 1718 році виславши пашу Шаркана Ібрі до Стамбула, взявши собі його посаду.
За його панування поновилися рейди алжирських піратів, що сприяло наповненню скарбниці. Для підтримки авторитету здійснював роздачу хліба серед містян. Також підтримував транссахарську торгівлю.
Помер 1718 року в Алжирі. Йому спадкував Мухаммад ібн Хасан.